# Петар Радаковић
Петар Радаковић (Ријека 22. фебруар 1937 — Ријека 1. новембар 1966) је био фудбалер, југословенски репрезентативац, један од најбољих фудбалера Ријеке свих времена. Играо је на позицији везног играча средњем реду. Целу професионалну каријеру је провео у Ријеци.

## Клупска каријера
Постао је члан НК Ријека са 15 година и истакао се, као одличан десни халф, на многим утакмицама, посебно омладинским турнирима „Кварнерска ривијера“. Уз лекарску дозволу постао је првотимац са 17 година и дебитовао 15. септембра 1954. у Сирији. Играо је одлично у квалификацијама 1958, кад се Ријека вратила у Прву лигу. Омиљен код публике, био је најбољи играч екипе, а посебно се истицао као одличан техничар, сјајан дриблер, организатор игре и добар реализатор.
Одиграо је 208 првенствених утакмица у дресу НК Ријека и постигао 27 голова. Уз ово, играо је и на 32 утакмице за Куп (постигао осам голова), затим на 50 међународних утакмица (девет голова), као и у око 100 пријатељских сусрета. Укупно је одиграо 408 утакмица и постигао 68 голова.

## Репрезентативна каријера
Уз две утакмице за Б селекцију (1960—1961), одиграо је и 19 утакмица за репрезентацију Југославије, за коју је постигао и три гола. Дебитовао је у Београду 18. јуна 1961. у против Марока (3:2), а последњу утакмицу је одиграо 27. септембра 1964. против репрезентације Аустрије (2:3) у Бечу.
Учествовао је на Светском првенству 1962. у Чилеу. У историју југословенског фудбала ушао је као као стрелац победоносног гола у 85. минуту игре, против Западне Немачке (1:0) у четвртфиналу Светског првенства и донео југословенској репрезентацији прву победу над Немачком у сусретима на светским првенствима.

## Прерана смрт
Радаковић је преминуо 1. новембра 1966. године, у 29 години живота, на путу за болницу, након што је на тренингу доживио срчани удар. Био је истинска легенда Ријеке па се на његовој сахрани окупило више од петнаест хиљада људи.

## Помен
У сећање на Петра Радаковића, од 1969. године игра се Меморијални турнир „Перо Радаковић“ на којем учествују најмлађи фудбалери, а од свог оснивања, 1972. године, омладинска школа ХНК Ријеке носи име „Омладинска ногометна школа Петар Радаковић“.

## Репрезентативне утакмице Петра Радаковића
| Ред бр. | Датум               | 1, репрезентација | Резултат  | 2. Репрезентација | Место             | Врста   |
| ------- | ------------------- | ----------------- | --------- | ----------------- | ----------------- | ------- |
| 1.      | 18. јун 1961.       | Југославија       | 3:2 (0:2) | Мароко            | Београд           | ПУ      |
| 2.      | 8. октобар 1961.    | Југославија       | 5:1 (1:0) | Јужна Кореја      | Београд           | 65’ КСП |
| 3.      | 19. новембар 1961.  | Југославија       | 2:1 (1:1) | Аустрија          | Загреб            | ПУ      |
| 4.      | 26. новембар 1961.  | Јужна Кореја      | 1:3 (0:2) | Југославија       | Сеул              | КСП     |
| 5.      | 29. новембар 1961.  | Јапан             | 0:1 (0:0) | Југославија       | Токио             | ПУ      |
| 6.      | 2. децембар 1961.   | Хонгконг          | 1:2 (0:1) | Југославија       | Хонгконг          | ПУ      |
| 7.      | 7. децембар 1961.   | Индонезија        | 1:5 (1:2) | Југославија       | Џакарта           | 34’ ПУ  |
| 8.      | 14. децембар 1961.  | Израел            | 2:1 (2:1) | Југославија       | Тел Авив          | ПУ      |
| 9.      | 16. мај 1962.       | Југославија       | 3:2 (0:2) | Источна Немачка   | Београд           | ПУ      |
| 10.     | 2. јун 1962.        | Југославија       | 3:1 (2:1) | Уругвај           | Арика             | СП      |
| 11.     | 7. јун 1962.        | Југославија       | 5:0 (2:0) | Колумбија         | Арика             | СП      |
| 12.     | 10. јун 1962.       | Југославија       | 1:0 (0:0) | Западна Немачка   | Сантијаго де Чиле | 85’ СП  |
| 13.     | 13. јун 1962.       | Југославија       | 1:3 (0:0) | Чехословачка      | Виња дел Мар      | 65’ СП  |
| 14.     | 16. јун 1962.       | Чиле              | 1:0 (0:0) | Југославија       | Сантијаго де Чиле | СП      |
| 15.     | 14. октобар 1962.   | Мађарска          | 0:1 (0:0) | Југославија       | Будимпешта        | ПУ      |
| 16.     | 4. новембар 1961.   | Југославија       | 3:2 (2:1) | Белгија           | Београд           | КЕП     |
| 17.     | 6. октобар 1961.    | Југославија       | 2:0 (2:0) | Мађарска          | Београд           | ПУ      |
| 18.     | 3. новембар 1961.   | Југославија       | 2:0 (0:0) | Чехословачка      | Загреб            | ПУ      |
| 19.     | 27. септембар 1962. | Аустрија          | 3:2 (1:1) | Југославија       | Беч               | ПУ      |